# Diallo Telli
Boubacar Diallo Telli (* 1925 in Porédaka; † 1. März 1977 in Camp Boiro) war ein guineischer Politiker und Diplomat. Er war an der Gründung der Organisation für Afrikanische Einheit beteiligt und deren erster Generalsekretär zwischen 1964 und 1972. Nach fünfjähriger Amtszeit als Justizminister von Guinea wurde er im Gefängnis für politische Gefangene Camp Boiro interniert, wo er den Hungertod starb.

## Leben
Diallo Telli wurde 1925 in Porédaka geboren. Nach dem Abitur, das er in Dakar absolvierte, besuchte er die renommierte École nationale de la France d’Outre-Mer in Paris, deren Ziel es war, Führungspersönlichkeiten für den Kolonialdienst auszubilden. Nach seiner Rückkehr aus Paris wurde er 1955 Bürochef beim Hohen Kommissar für Französisch-Westafrika. Dies entsprach der höchsten Stellung, die je ein Afrikaner in der französischen Kolonialzeit erlangte.
Im Zuge der Unabhängigkeit Guineas im Jahre 1958 wurde Telli Ständiger Vertreter des Landes bei den Vereinten Nationen.